# Voorburg 't Loo (metro- en sneltramhalte)
Voorburg 't Loo is een op een viaduct gelegen halte van vier lijnen van RandstadRail, gelegen in de Nederlandse plaats Voorburg. De halte heeft twee sporen, elk met een eigen perron. Beide perrons hebben een laag en een hoog gedeelte. Tramlijnen 3, 4 en 34 halteren aan het lage gedeelte van het perron, metrolijn E aan het hoge gedeelte. Dit is nodig omdat de vloerhoogte van de voertuigen niet gestandaardiseerd is. Wie op het lage gedeelte instapt, moet in het voertuig inchecken. Wie op het hoge gedeelte instapt, gebruikt de chippalen op het perron.
Vlak bij het viaduct is een halte van tramlijn 2 van de HTM gesitueerd, vanwaar men verder kan reizen naar Leidschendam of Kraayenstein.

## Geschiedenis
Station Voorburg 't Loo was oorspronkelijk een spoorwegstation aan de Hofpleinlijn, dat werd geopend op 27 mei 1974. Vanaf 1977 stopten hier ook de treinen van de Zoetermeer Stadslijn.
Op 3 juni 2006 werd het station tijdelijk gesloten, tegelijk met de beëindiging van de exploitatie van de Hofpleinlijn en de Zoetermeer Stadslijn door de Nederlandse Spoorwegen. Het station werd verbouwd tot sneltramstation in het kader van het lightrailproject RandstadRail. De perrons werden ingekort en deels verlaagd/verhoogd en het station kreeg hellingbanen en liften.
Het station werd op 29 oktober 2006 in gebruik genomen voor RandstadRail 4, op 11 november 2006 voor de RandstadRail Erasmuslijn (vanaf december 2009 RandstadRail metrolijn E geheten) en op 20 oktober 2007 voor RandstadRail 3.

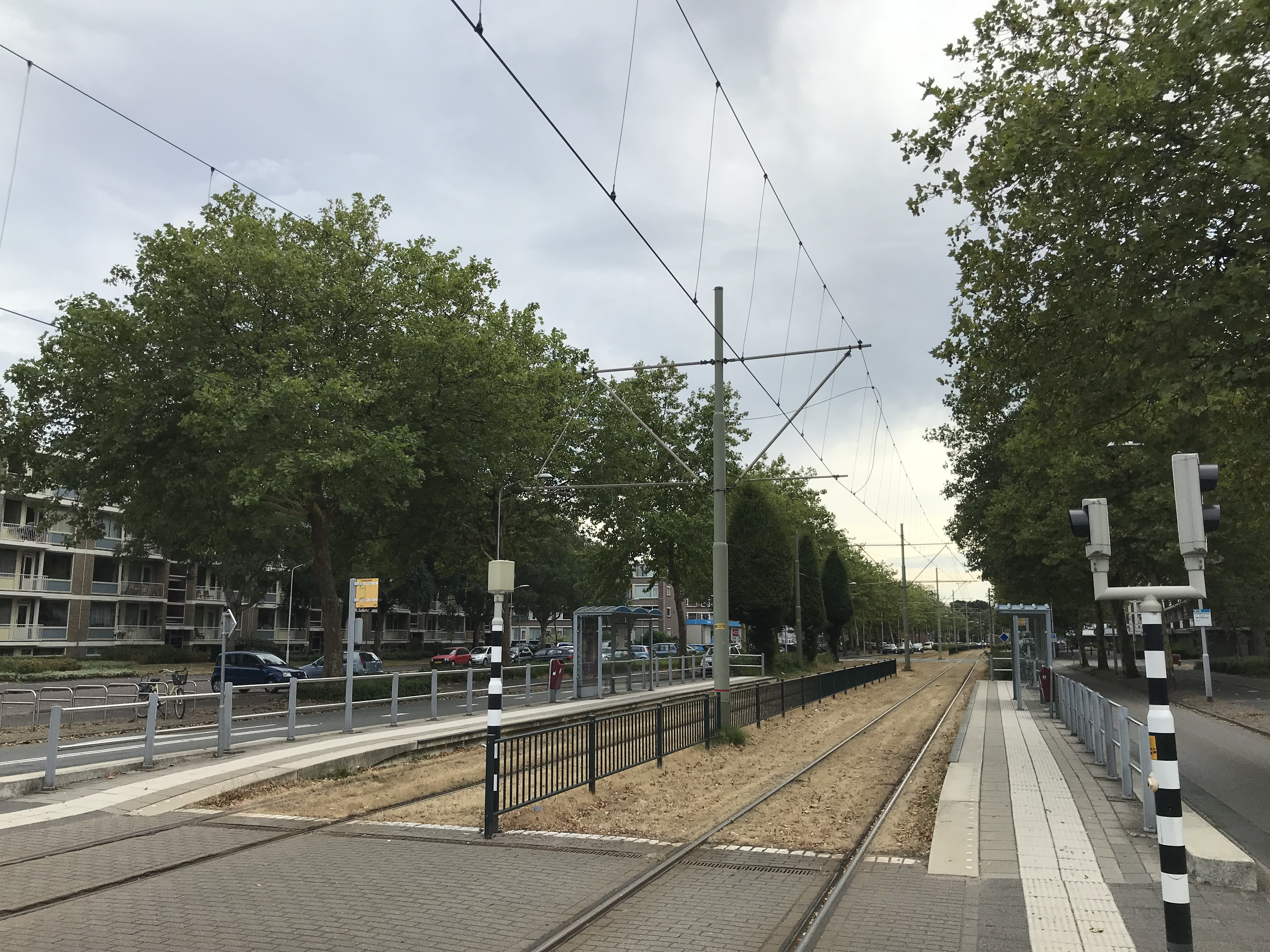
Tramhalte Voorburg 't Loo van tramlijn 2.

## Trivia
- Naast het station staat een snackbar met de naam Sprinter, vernoemd naar de treinsoort die hier tot 2006 reed.

Arnold Spoelplein ·
Pisuissestraat ·
Mozartlaan ·
Heliotrooplaan ·
Muurbloemweg ·
Hoefbladlaan ·
De Savornin Lohmanplein ·
Appelstraat ·
Zonnebloemstraat ·
Azaleaplein ·
Goudenregenstraat ·
Fahrenheitstraat ·
Valkenbosplein ·
Conradkade ·
Van Speijkstraat ·
Elandstraat ·
HMC Westeinde ·
Brouwersgracht ·
Grote Markt ·
Spui ·
Centraal Station (NS) ·
Beatrixkwartier ·
Laan van NOI (NS) ·
Voorburg 't Loo ·
Leidschendam-Voorburg ·
Forepark ·
Leidschenveen ·
Voorweg Laag ·
Centrum-West ·
Stadhuis ·
Palenstein ·
Seghwaert ·
Leidsewallen ·
De Leyens ·
Buytenwegh ·
Voorweg Hoog ·
Meerzicht ·
Driemanspolder (NS) ·
Delftsewallen ·
Dorp ·
Centrum-West
De Uithof · 
Beresteinlaan ·
Bouwlustlaan ·
De Rade ·
Dedemsvaartweg ·
Zuidwoldepad ·
Leyenburg ·
Monnickendamplein ·
Tienhovenselaan ·
Dierenselaan ·
De la Reyweg ·
Monstersestraat ·
HMC Westeinde ·
Brouwersgracht ·
Grote Markt ·
Spui ·
Centraal Station (NS) ·
Beatrixkwartier ·
Laan van NOI (NS) ·
Voorburg 't Loo ·
Leidschendam-Voorburg ·
Forepark ·
Leidschenveen ·
Voorweg Laag ·
Centrum-West ·
Stadhuis ·
Palenstein ·
Seghwaert ·
Willem Dreeslaan ·
Oosterheem ·
Javalaan ·
Van Tuyllpark ·
Lansingerland-Zoetermeer (NS)
Den Haag Centraal  · Laan van NOI  · Voorburg 't Loo · Leidschendam-Voorburg · Forepark · Leidschenveen · Nootdorp · Pijnacker Centrum · Pijnacker Zuid · Berkel Westpolder · Rodenrijs · Meijersplein/Airport · Melanchthonweg · Blijdorp · Rotterdam Centraal  · Stadhuis · Beurs · Leuvehaven · Wilhelminaplein · Rijnhaven · Maashaven · Zuidplein · Slinge